# حکمران و پیروانش
حکمران و پیروانش (انگلیسی: He Leads, Others Follow) یک فیلم کمدی صامت کوتاه به کارگردانی وینسنت پی. برایان و هال روچ است که در سال ۱۹۱۹ منتشر شد.

## بازیگران
- هارولد لوید
- اسناب پالرد
- ببه دنیلز
- سمی بروکس
- لایج کانلی
- چارلز استیونسون
- نوآ یانگ
- ماری موسکینی
- فرد سی. نیومیر
- چارلز اینسلی